# Kommissar Maigret stellt eine Falle
Kommissar Maigret stellt eine Falle (Originaltitel: Maigret tend un piège) ist ein französisch-italienischer Kriminalfilm der Intremondia aus dem Jahr 1958 nach dem Roman Maigret stellt eine Falle von Georges Simenon. Der Zusatz „Kommissar“, den der Film bei seiner Kinoaufführung erhielt, wurde bei der DVD-Veröffentlichung weggelassen. Die Regiearbeit von Jean Delannoy war der Auftakt zu einer kleinen Reihe von Filmen mit Jean Gabin in der Titelrolle des Kommissar Maigret.

## Handlung
Eine Serie von Frauenmorden hält Paris in Atem. Maigret versucht, mit der inszenierten Festnahme eines polizeibekannten Lockvogels (Mazet) die Eitelkeit des wahren Mörders herauszufordern und ihm so eine Falle zu stellen. Aber trotz des verstärkten Polizeiaufgebots scheitert die Verhaftung des Täters knapp.
Durch intensive und minutiöse Ermittlungsarbeit kommen Maigret und sein Team der Wahrheit näher: Der Verdacht konzentriert sich auf einen Metzger-Familienbetrieb, in dem der Künstler Maurin aufgewachsen ist, Maurins wohlhabende, nachdenkliche Frau Yvonne und dessen verwitwete Mutter. Maigret kann Maurin dank verschiedenen Indizien und Verhören beinahe als Serien-Mörder entlarven: Maurin, von Vater- und Mutterkomplexen geplagt, erfuhr als Muttersöhnchen seit seiner Kindheit nicht zuletzt wegen seines künstlerischen Talents eine übermäßige Mutterliebe, aber beging Frauenmorde, um sich dagegen symbolisch zur Wehr zu setzen, wie auch aus Rache gegenüber der Metzgerei-Mitarbeiterin Mauricette, welche seinen Vater verführt hatte. Daraus erwuchs bei Maurin ein Hass gegen Frauen dieses Typs, welche er als „Huren“ bezeichnete und zwanghaft wiederholt töten musste.
Die Geschichte erfährt eine überraschende Wendung. Während Maurin im Verhör sitzt, findet ein weiterer Frauenmord statt, der unmöglich durch Maurin verübt werden konnte und ihn damit als Verdächtigen ausschließt. Zunächst bekennt sich dazu Mutter Maurin, dann aber bezeugt Yvonne Maurin, dass sie diesen einen letzten Mord begangen hat – beide Frauen wollten aus übermäßiger beschützender Liebe den „sensiblen“ Marcel Maurin vor einer Verhaftung schützen, aber vergebens.
Dem inzwischen auf freien Fuß gesetzten Maurin gelingt es am Ende beinahe, einen weiteren Mord an der Mitarbeiterin des Metzgereibetriebs, Mauricette, zu begehen, die Tat wird jedoch in letzter Sekunde vereitelt und Maurin endgültig überführt.

## Unterschiede zur Romanvorlage
Während Simenons Romanvorlage Maigret stellt eine Falle im Pariser Stadtviertel Montmartre spielt, wurde die Handlung im Spielfilm in das Umfeld der Place des Vosges im Marais verlegt. Auch die Namen der handelnden Personen sind zum Teil verändert. Aus Moncin wurde Maurin, aus Inspektor Lognon, in der Maigret-Serie auch als „Inspektor Griesgram“ bekannt, Inspektor Lagrume. Anders als in der Buchvorlage, in der er ausnahmsweise nicht schlecht gelaunt ist, da sich seine Frau gerade in Kur befindet, ist er im Film der gewohnte Griesgram. Während der Auslöser für Maigrets Falle, der Psychiater Tissot, im Film überhaupt nicht vorkommt, ebenso wie Simenons allgemeine Betrachtungen über Psychologie und Gutachter, erhielt die Handlung durch die Affäre Madame Maurins mit einem Gigolo eine weitere Wendung. Insgesamt fand Oliver Hahn auf maigret.de die „Abschweifungen“ des Films „teilweise plausibler, als dies die Story in dem Buch war“.

## Kritik
„Simenons Roman wurde mit psychologischer Sorgfalt und filmischer Genauigkeit umgesetzt. Die natürlichen Dekors sind mehr als nur pittoreske Staffage, sie geben den Charakteren Überzeugungskraft. Ein gelungener Kriminalfilm mit hervorragenden Dialogen und nicht nachlassender Spannung.“

„Die Zeitlupenmimik, mit der Gabin in seinen letzten Rollen vornehmlich die Denkprozesse weiser und gütiger Gangster der Pariser Unterwelt verdeutlichte, ist der bourgeoisen Behäbigkeit der Simenon-Figur angemessen […]. Das Kleinleute-Paris wurde original und originell photographiert.“

## Weitere Verfilmungen
- 1962: Maigret stellt eine Falle (The trap) von Terence Williams. Eine Fernseh-Verfilmung als Teil der Serie Kommissar Maigret mit Rupert Davies als Kommissar.
- 1992: Maigret sets a trap von John Glenister. Eine Fernseh-Verfilmung als Teil einer Serie mit Michael Gambon als Kommissar.
- 1996: Maigret tend un piège von Juraj Herz. Eine Fernseh-Verfilmung als Teil der Serie Maigret mit Bruno Cremer in der Hauptrolle.
- 2004: La trappola von Renato De Maria. Italienische Fernsehverfilmung; Sergio Castellitto spielt Maigret.
- 2016: Kommissar Maigret: Die Falle (Maigret sets a trap). Fernseh-Verfilmung mit Rowan Atkinson in der Hauptrolle, Regie: Ashley Pearce.